# تاتول (آراغاتسوتن)
مدينة تاتول (بالإنجليزية: Tatul)‏ هي إحدى المدن التابعة لمقاطعة آراغاتسوتن في أرمينيا. يقدر عدد سكانها بـ 1073 نسمة حسب الإحصاء الذي جرى عام 2011.

## أعلام
- تاتول كربييان